# Gérald de Windsor

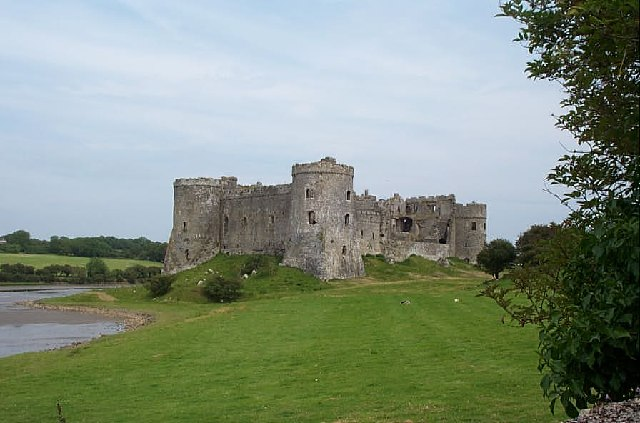
Château de Carew.

Gérald de Windsor ou Gérald FitzWalter († entre 1116 et 1136), fut un baron anglo-normand du sud des marches galloises. Il est le primogéniteur de l'importante famille FitzGerald.

## Biographie
Il est le fils cadet de Gautier FitzOther († avant 1105), qui tient la seigneurie d'Eton et est constable du château de Windsor en 1086. Il est possible que Gautier soit en réalité son frère aîné. Comme fils cadet, il se voit dans l'obligation de trouver fortune ailleurs, et il se met au service d'Arnoul de Montgommery dans le sud du Pays de Galles.
Gérald de Windsor participe à la campagne de celui-ci dans le Royaume de Deheubarth (sud-ouest du Pays de Galles) en 1093. Les Normands subjuguent le royaume et Arnoul de Montgommery s'installe à Pembroke. Il y construit un château dont il confie le commandement à Gérald. Durant la révolte générale des Gallois de 1096, la garnison du château subit un siège très dur. D'après la tradition orale transcrite par Giraud de Barri, le petit-fils de Gérald, le moral est alors très bas. En grand manque de nourriture, Gérald fait jeter les carcasses de quatre cochons par-dessus les murs du château pour faire croire aux Gallois qu'ils sont bien approvisionnés. Il fait aussi en sorte qu'une lettre destinée à Arnoul de Montgommery, lui assurant qu'il n'a pas besoin de soutien, tombe entre les mains de l'ennemi. Les Gallois auraient alors abandonné le siège.
Ses troupes pillent et ravagent les terres de Wilfrid, l'évêque de St David's, en 1097, qui est impliqué dans la lutte contre les Anglo-Normands. Afin de s'implanter plus profondément dans le territoire qu'il contrôle, vers 1100, il épouse Nest, la fille de Rhys ap Tewdwr, roi de Deheubarth, décédé en 1093.
En 1102, il participe à la rébellion de son suzerain Arnoul de Montgommery et de son frère Robert II de Bellême contre Henri Ier d'Angleterre. Il est envoyé en Irlande afin de persuader le roi suprême Muircheartach Ua Briain d'envoyer des renforts. Après avoir réprimé la révolte, Henri Ier confie Pembroke à Saer, un chevalier presque inconnu. On ne sait pas ce que fait Gérald par la suite, mais il fait peu de doutes qu'il reste dans la région du sud-ouest du Pays de Galles.
Trois ans plus tard, le roi reprend Pembroke à Saer et en confie le commandement à Gérald. Celui-ci a su, entre-temps, gagner la confiance du roi. Il assoit son contrôle sur son territoire, faisant construire le château de Carew, car il y a des terres. Ce château devient son centre de commandement. Après avoir conquis des terres dans le cantref d'Emlyn, il fait construire le château de Cenarth Bychan pour la sécurité de sa famille. Celui-ci devient le siège familial des FitzGerald.
En 1109, Gérald et Nest ont déjà deux fils et une fille quand Owain ap Cadwgan, un prince du Powys, cousin de Nest, attaque le château et s'empare de Nest. Selon le Brut y Tywysogion, Owain s'empare aussi des enfants qui sont renvoyés plus tard à leur père. Cette attaque sur Gérald provoque une attaque généralisée des Anglo-Normands et de leurs alliés gallois sur le Powys, poussant Owain ap Cadwgan à l'exil. Gérald prend sa revanche en 1116. Alors que le prince gallois s'est réconcilié avec Henri Ier et combat aux côtés de Gérald dans le sud du Pays de Galles, celui-ci et ses troupes se retournent soudainement contre lui et le tuent.
Nest a plusieurs aventures, notamment, probablement vers 1114, avec le roi Henri Ier, dont elle aura un enfant, Henri fitz Henri. Tous les enfants qu'elle a avec ses amants sont élevés dans le château familial, et sont intégrés à la famille FitzGerald.
Gérald meurt entre 1116 et 1136, sans qu'il soit possible de préciser plus. Son fils aîné Guillaume, et ses descendants, restent au Pays de Galles et sont lords de Carew. Son autre fils et ses beaux-fils participent à l'invasion de l'Irlande et s'y établissent.

## Famille et descendance
Vers 1100, il épouse Nest († vers 1130), fille de Rhys ap Tewdwr, roi de Deheubarth et de sa femme Gwladys verch Rhiwallon. Ensemble, ils ont :
- Guillaume († 1173), lord de Carew, père de Raymond le Gros ;
- Maurice († 1176), impliqué dans l'invasion de l'Irlande ;
- Angharad, épouse de Guillaume de Barri, lord de Manorbier. Elle est la mère du chroniqueur Giraud de Barri ;
- David FitzGerald († 1176), évêque de St David's à partir de 1148.